# 中西保志 ゴールデン☆ベスト
『中西保志 ゴールデン☆ベスト』（なかにしやすし - ）は中西保志9枚目のベスト・アルバム。2017年8月30日発売。発売元は日本コロムビア。

## 収録曲
1. 愛しかないよ
2. 最後の雨
3. 想い出を閉じこめて
4. 千年前から見つめていた
5. LAST CALL
6. UNFINISH-あの日の君がいる-
7. だから憶えている
8. 歓送の歌
9. 幸せのまえぶれ
10. 唇のかたち
11. 悲しみのためじゃない
12. 恋はいいね
13. 夜を数えて
14. Wanderers